# Llista de monuments de Bellver de Cerdanya
Llista de monuments de Bellver de Cerdanya inclosos en l'Inventari del Patrimoni Arquitectònic Català per al municipi de Bellver de Cerdanya. Inclou els inscrits en el Registre de Béns Culturals d'Interès Nacional (BCIN) amb la classificació de monuments històrics, els Béns Culturals d'Interès Local (BCIL) de caràcter immoble i la resta de béns arquitectònics integrants del patrimoni cultural català.
| Monument                                                     | Protecció       | Estil/època                   | Localització                                                | Coordenades                                          | Codi?         | Imatge |
| ------------------------------------------------------------ | --------------- | ----------------------------- | ----------------------------------------------------------- | ---------------------------------------------------- | ------------- | --- |
| Església de Sant Julià de Pedra                              | BCIN 67-MH-EN   | Romànic XI-XII, XVII-XVIII    | Bellver de Cerdanya Pedra                                   | 42° 20′ 42″ N, 1° 48′ 38″ E / 42.34501°N,1.810552°E  | RI-51-0005094 | Església de Sant Julià de Pedra (Bellver de Cerdanya) · Vegeu més fotos d'aquest monument · Carregueu una nova foto d'aquest monument           |
| Església de Santa Eugènia de Nerellà                         | BCIN 68-MH-EN   | Romànic, barroc XI, XVIII     | Bellver de Cerdanya Santa Eugènia de Nerellà                | 42° 21′ 32″ N, 1° 44′ 07″ E / 42.358925°N,1.735328°E | RI-51-0005095 | Església de Santa Eugènia de Nerellà (Bellver de Cerdanya) · Vegeu més fotos d'aquest monument · Carregueu una nova foto d'aquest monument      |
| Torre de Cadell                                              | BCIN 534-MH     | XVI                           | Bellver de Cerdanya                                         | 42° 21′ 17″ N, 1° 47′ 59″ E / 42.354816°N,1.799644°E | RI-51-0006280 | Torre de Cadell (Bellver de Cerdanya) · Vegeu més fotos d'aquest monument · Carregueu una nova foto d'aquest monument                           |
| Torre la Presó                                               | BCIN 740-MH     | Gòtic XIII-XVII               | Bellver de Cerdanya C. de la Muralla                        | 42° 22′ 14″ N, 1° 46′ 32″ E / 42.370426°N,1.77559°E  | RI-51-0006278 | Torre la Presó (Bellver de Cerdanya) · Vegeu més fotos d'aquest monument · Carregueu una nova foto d'aquest monument                            |
| Castell de Sant Martí dels Castells                          | BCIN 790-MH     | Romànic XIII                  | Bellver de Cerdanya Sant Martí dels Castells                | 42° 21′ 54″ N, 1° 42′ 47″ E / 42.365107°N,1.712941°E | RI-51-0006279 | Castell de Sant Martí dels Castells (Bellver de Cerdanya) · Vegeu més fotos d'aquest monument · Carregueu una nova foto d'aquest monument       |
| Castell de Bellver                                           | BCIN 791-MH     | XIII                          | Bellver de Cerdanya                                         | 42° 22′ 15″ N, 1° 46′ 25″ E / 42.370882°N,1.773595°E | RI-51-0006277 | Castell de Bellver (Bellver de Cerdanya) · Vegeu més fotos d'aquest monument · Carregueu una nova foto d'aquest monument                        |
| Església de Santa Maria de Talló                             | BCIN 1883-MH-EN | Romànic XII, XVI, XVIII       | Bellver de Cerdanya Talló                                   | 42° 21′ 49″ N, 1° 46′ 50″ E / 42.363656°N,1.780436°E | RI-51-0007183 | Església de Santa Maria de Talló (Bellver de Cerdanya) · Vegeu més fotos d'aquest monument · Carregueu una nova foto d'aquest monument          |
| Església de Santa Cecília de Beders                          | BCIL 2001       | Romànic XII                   | Bellver de Cerdanya Beders                                  | 42° 21′ 11″ N, 1° 48′ 19″ E / 42.353030°N,1.805158°E | IPA-7572      | Església de Santa Cecília de Beders (Bellver de Cerdanya) · Vegeu més fotos d'aquest monument · Carregueu una nova foto d'aquest monument       |
| Església de Sant Marcel de Bor                               | BCIL 2001       | Romànic XI                    | Bellver de Cerdanya Bor                                     | 42° 20′ 44″ N, 1° 48′ 07″ E / 42.345439°N,1.802011°E | IPA-7573      | Església de Sant Marcel de Bor (Bellver de Cerdanya) · Vegeu més fotos d'aquest monument · Carregueu una nova foto d'aquest monument            |
| Església de Sant Serni de Coborriu                           | BCIL 2001       | Romànic XII, XVII             | Bellver de Cerdanya Coborriu de Bellver                     | 42° 21′ 07″ N, 1° 46′ 55″ E / 42.351942°N,1.782006°E | IPA-7577      | Església de Sant Serni de Coborriu (Bellver de Cerdanya) · Vegeu més fotos d'aquest monument · Carregueu una nova foto d'aquest monument        |
| Mas d'en Pons                                                |                 | Eclecticisme XVIII-XIX        | Bellver de Cerdanya Coborriu de Bellver                     | 42° 21′ 11″ N, 1° 47′ 03″ E / 42.353153°N,1.784059°E | IPA-7578      | Carregueu una nova foto d'aquest monument |
| Església de Sant Policarp de Cortàs                          | BCIL 2001       | Romànic XI-XII                | Bellver de Cerdanya Cortàs                                  | 42° 23′ 56″ N, 1° 48′ 05″ E / 42.398942°N,1.801283°E | IPA-7580      | Carregueu una nova foto d'aquest monument |
| Església de Santa Eulàlia d'Éller                            | BCIL 2001       | Obra popular XII-XVIII        | Bellver de Cerdanya Éller                                   | 42° 25′ 00″ N, 1° 47′ 32″ E / 42.416769°N,1.792206°E | IPA-7582      | Església de Santa Eulàlia d'Éller (Bellver de Cerdanya) · Vegeu més fotos d'aquest monument · Carregueu una nova foto d'aquest monument         |
| Església de Santa Maria d'Ordèn                              | BCIL 2001       | Romànic                       | Bellver de Cerdanya Ordèn                                   | 42° 24′ 04″ N, 1° 46′ 25″ E / 42.401178°N,1.773566°E | IPA-7586      | Església de Santa Maria d'Ordèn (Bellver de Cerdanya) · Vegeu més fotos d'aquest monument · Carregueu una nova foto d'aquest monument           |
| Mas de Ca n'Agustí                                           |                 | Obra popular XVI-XVII, XIX-XX | Bellver de Cerdanya Pedra                                   |                                                      | IPA-7588      | Carregueu una nova foto d'aquest monument |
| Església de Santa Maria i Sant Jaume                         | BCIL 2001       | Gòtic Medieval, XVIII         | Bellver de Cerdanya C. de l'Església                        | 42° 22′ 15″ N, 1° 46′ 29″ E / 42.370766°N,1.774715°E | IPA-7598      | Església de Santa Maria i Sant Jaume (Bellver de Cerdanya) · Vegeu més fotos d'aquest monument · Carregueu una nova foto d'aquest monument      |
| Molí de Bellver                                              |                 | Obra popular                  | Bellver de Cerdanya                                         | 42° 22′ 21″ N, 1° 46′ 41″ E / 42.372471°N,1.777929°E | IPA-7601      | Molí de Bellver (Bellver de Cerdanya) · Vegeu més fotos d'aquest monument · Carregueu una nova foto d'aquest monument                           |
| Casa d'Anes                                                  |                 | Obra popular                  | Bellver de Cerdanya Anes                                    | 42° 23′ 18″ N, 1° 45′ 28″ E / 42.388207°N,1.757910°E | IPA-7602      | Carregueu una nova foto d'aquest monument |
| Font de Talló, o Ermita de la Mare de Déu de Talló           |                 | Obra popular XX               | Bellver de Cerdanya                                         |                                                      | IPA-7603      | Carregueu una nova foto d'aquest monument |
| Cal Tresa                                                    |                 | Obra popular                  | Bellver de Cerdanya Talló                                   | 42° 21′ 46″ N, 1° 46′ 52″ E / 42.362672°N,1.781079°E | IPA-7604      | Carregueu una nova foto d'aquest monument |
| Cal Patanó, antiga Posada de Pere Sicart                     |                 | Obra popular XVIII-XIX        | Bellver de Cerdanya Amargura, 8                             | 42° 22′ 14″ N, 1° 46′ 31″ E / 42.370565°N,1.775267°E | IPA-7607      | Cal Patanó (Bellver de Cerdanya) · Vegeu més fotos d'aquest monument · Carregueu una nova foto d'aquest monument                                |
| Casa de la Duana                                             |                 | Obra popular                  | Bellver de Cerdanya C. de l'Església, 6                     | 42° 22′ 14″ N, 1° 46′ 29″ E / 42.370664°N,1.774670°E | IPA-7610      | Casa de la Duana (Bellver de Cerdanya) · Vegeu més fotos d'aquest monument · Carregueu una nova foto d'aquest monument                          |
| Plaça Major, plaça 27 d'Abril                                |                 | Obra popular XVII-XVIII       | Bellver de Cerdanya Pl. Major                               | 42° 22′ 14″ N, 1° 46′ 28″ E / 42.37065°N,1.77436°E   | IPA-7611      | Plaça Major (Bellver de Cerdanya) · Vegeu més fotos d'aquest monument · Carregueu una nova foto d'aquest monument                               |
| Casa de la Vila                                              |                 | Obra popular                  | Bellver de Cerdanya Pl. 27 d'abril, 12                      | 42° 22′ 15″ N, 1° 46′ 28″ E / 42.370774°N,1.774443°E | IPA-7612      | Casa de la Vila (Bellver de Cerdanya) · Vegeu més fotos d'aquest monument · Carregueu una nova foto d'aquest monument                           |
| Casa de la Rectoria                                          |                 | Obra popular XVIII            | Bellver de Cerdanya Pl. 27 d'abril, 13                      | 42° 22′ 15″ N, 1° 46′ 28″ E / 42.370760°N,1.774568°E | IPA-7613      | Casa de la Rectoria (Bellver de Cerdanya) · Vegeu més fotos d'aquest monument · Carregueu una nova foto d'aquest monument                       |
| Conjunt d'edificacions del carrer del Mig                    |                 | Obra popular                  | Bellver de Cerdanya C. del Mig                              | 42° 22′ 13″ N, 1° 46′ 29″ E / 42.370258°N,1.774812°E | IPA-7615      | Conjunt d'edificacions del carrer del Mig (Bellver de Cerdanya) · Vegeu més fotos d'aquest monument · Carregueu una nova foto d'aquest monument |
| Dispensari Mèdic Municipal Sant Josep                        |                 | Noucentisme XX Inici          | Bellver de Cerdanya Pl. de Sant Roc                         | 42° 22′ 14″ N, 1° 46′ 40″ E / 42.370633°N,1.777916°E | IPA-7616      | Dispensari Mèdic Municipal Sant Josep (Bellver de Cerdanya) · Vegeu més fotos d'aquest monument · Carregueu una nova foto d'aquest monument     |
| Capella de Sant Roc                                          |                 | Obra popular                  | Bellver de Cerdanya Pl. de Sant Roc                         | 42° 22′ 13″ N, 1° 46′ 43″ E / 42.370165°N,1.778499°E | IPA-7617      | Capella de Sant Roc (Bellver de Cerdanya) · Vegeu més fotos d'aquest monument · Carregueu una nova foto d'aquest monument                       |
| Cases del camí de Talló                                      |                 | Darreres tendències XX Mitjan | Bellver de Cerdanya Camí de Talló                           | 42° 22′ 10″ N, 1° 46′ 43″ E / 42.369406°N,1.778539°E | IPA-7618      | Carregueu una nova foto d'aquest monument |
| Casa Elies                                                   |                 | Obra popular XX Mitjan        | Bellver de Cerdanya C. de Talló                             |                                                      | IPA-7619      | Carregueu una nova foto d'aquest monument |
| Casa Tibau                                                   |                 | Darreres tendències XX Mitjan | Bellver de Cerdanya C. de Talló                             |                                                      | IPA-7620      | Carregueu una nova foto d'aquest monument |
| Església de Sant Mamet d'Anes, o Santuari de la Verge d'Anes | BCIL 2001       | Romànic XI-XII                | Bellver de Cerdanya Anes                                    | 42° 23′ 21″ N, 1° 45′ 27″ E / 42.389249°N,1.757586°E | IPA-7622      | Carregueu una nova foto d'aquest monument |
| Mas Ca l'Abascort                                            |                 | Obra popular                  | Bellver de Cerdanya Balltarga                               | 42° 21′ 55″ N, 1° 48′ 09″ E / 42.365226°N,1.802531°E | IPA-7624      | Carregueu una nova foto d'aquest monument |
| Església de Sant Andreu de Baltarga                          | BCIL 2001       | Romànic                       | Bellver de Cerdanya Baltarga                                | 42° 21′ 49″ N, 1° 48′ 33″ E / 42.363489°N,1.809139°E | IPA-7625      | Església de Sant Andreu de Baltarga (Bellver de Cerdanya) · Vegeu més fotos d'aquest monument · Carregueu una nova foto d'aquest monument       |
| Mas Martí                                                    |                 | Obra popular XX Final         | Bellver de Cerdanya Beders                                  | 42° 21′ 12″ N, 1° 48′ 19″ E / 42.353313°N,1.805280°E | IPA-7627      | Carregueu una nova foto d'aquest monument |
| Església de Santa Eulàlia de Pi                              | BCIL 2001       | Romànic, gòtic XII, XVIII     | Bellver de Cerdanya Pi                                      | 42° 21′ 11″ N, 1° 45′ 43″ E / 42.353186°N,1.761911°E | IPA-7630      | Església de Santa Eulàlia de Pi (Bellver de Cerdanya) · Vegeu més fotos d'aquest monument · Carregueu una nova foto d'aquest monument           |
| Mas de Cal Manxot                                            |                 | Obra popular                  | Bellver de Cerdanya Afores                                  | 42° 21′ 44″ N, 1° 43′ 38″ E / 42.362154°N,1.727141°E | IPA-7636      | Mas de Cal Manxot (Bellver de Cerdanya) · Vegeu més fotos d'aquest monument · Carregueu una nova foto d'aquest monument                         |
| Can Mesa                                                     |                 | Obra popular                  | Bellver de Cerdanya Santa Eugènia de Nerellà                |                                                      | IPA-7638      | Carregueu una nova foto d'aquest monument |
| Sant Iscle i Santa Victòria de Talltendre                    | BCIL 2001       | Romànic                       | Bellver de Cerdanya Talltendre                              | 42° 24′ 14″ N, 1° 45′ 55″ E / 42.403889°N,1.765278°E | IPA-7642      | Carregueu una nova foto d'aquest monument |
| Portal de la capella de Sant Antoni                          |                 | Eclecticisme XX               | Bellver de Cerdanya C. Catalunya                            |                                                      | IPA-7643      | Carregueu una nova foto d'aquest monument |
| Pont de pedra a Bellver de Cerdanya                          |                 | Obra popular                  | Bellver de Cerdanya A tocar de l'església romànica de Pedra |                                                      | IPA-20875     | Carregueu una nova foto d'aquest monument |
| Pont de Bor                                                  |                 | Obra popular                  | Bellver de Cerdanya En un camí entre Bor i Bedèrs           |                                                      | IPA-20876     | Carregueu una nova foto d'aquest monument |
| Forn de calç del collet de la Cogulera                       |                 | Obra popular XIX-XX           | Bellver de Cerdanya Bor, la Cogulera                        |                                                      | IPA-44921     | Carregueu una nova foto d'aquest monument |
| Forn de calç de Cal Guix                                     |                 | Obra popular XIX-XX           | Bellver de Cerdanya L'Hort de Cal Guix, Pedra               |                                                      | IPA-44922     | Carregueu una nova foto d'aquest monument |
| Forn de calç de la devesa del Domingo                        |                 | Obra popular XIX-XX           | Bellver de Cerdanya Camí dels Boixos, Serra de l'Artic      |                                                      | IPA-44923     | Carregueu una nova foto d'aquest monument |
| Forn de calç de Sant Marcel                                  |                 | Obra popular XIX-XX           | Bellver de Cerdanya Bor, església de Sant Marcel            |                                                      | IPA-44924     | Carregueu una nova foto d'aquest monument |
| Forn de calç del Castell                                     |                 | Obra popular XIX-XX           | Bellver de Cerdanya Bor, coll de la Peguera                 |                                                      | IPA-44926     | Carregueu una nova foto d'aquest monument |
| Forn de calç del Quelet                                      |                 | Obra popular XIX-XX           | Bellver de Cerdanya Bor, camí de la Fou de Bor, Cal Quelet  |                                                      | IPA-44930     | Carregueu una nova foto d'aquest monument |
| Forn de calç del Solà de Bor                                 |                 | Obra popular XIX-XX           | Bellver de Cerdanya Bor, Cal Vidal                          |                                                      | IPA-44932     | Carregueu una nova foto d'aquest monument |
| Forn de calç del pla de les Vinyes                           |                 | Obra popular XIX-XX           | Bellver de Cerdanya Pla de les Vinyes                       |                                                      | IPA-44933     | Carregueu una nova foto d'aquest monument |
| Forn de ciment del Quelet                                    |                 | Obra popular XIX-XX           | Bellver de Cerdanya Bor, Cal Quelet                         |                                                      | IPA-44934     | Carregueu una nova foto d'aquest monument |
| Molí de Bor, la Central de Bor                               |                 | Obra popular XIX-XX           | Bellver de Cerdanya Bor                                     |                                                      | IPA-44935     | Carregueu una nova foto d'aquest monument |
| Sequer de Pinyes                                             |                 | XX                            | Bellver de Cerdanya Camí de Talltendre                      |                                                      | IPA-49306     | Carregueu una nova foto d'aquest monument |
| Edifici per a la Caixa de Pensions, la Vellesa i l'Estalvi   |                 | Noucentisme XX                | Bellver de Cerdanya C. de Catalunya, 14 - Camí Ral          | 42° 22′ 10″ N, 1° 46′ 31″ E / 42.36935°N,1.77540°E   | IPA-49560     | Carregueu una nova foto d'aquest monument |